# Tháp Maiden, Baku

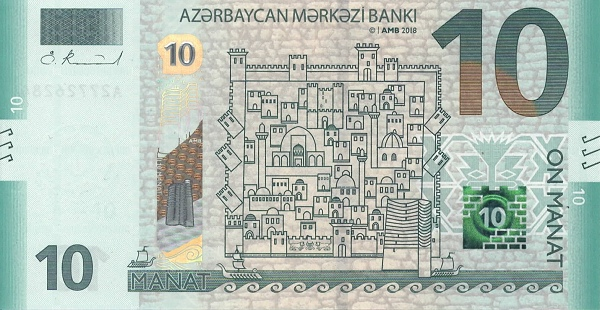
Tháp Maiden trên tờ 10 manat, 2018

Tháp Maiden (tiếng Azerbaijani: Qız Qalası) còn được biết đến với tên địa phương là Giz Galasi là một phần của Thành cổ Baku được xây dựng vào thế kỷ 12 bao quanh thành phố Baku, Azerbaijan. Công trình này cùng với Thành cổ Baku và Cung điện Shirvanshah được xây dựng vào thế kỷ 15, tạo thành một quần thể di tích lịch sử được ghi vào danh sách Di sản thế giới của UNESCO vào năm 2001, xếp loại như là tượng đài lịch sử loại III. Quần thể này cũng là một trong những biểu tượng của Azerbaijan, và nó cũng là hình ảnh có trên tờ 10 manat Azerbaijan.
Tại tháp Maiden có một nhà bảo tàng trưng bày những câu chuyện về lịch sử phát triển của thành phố Baku cùng với một cửa hàng lưu niệm. Tại tháp có thể quan sát được những ngôi nhà, những con hẻm và những ngọn tháp cũ của thành phố, đại lộ Boulevard Baku, ngôi nhà của Charles de Gaulle và vịnh Baku. Trong những năm gần đây, trong lễ hội mừng năm mới Novruz ở Azerbaijan, các chậu than trên đỉnh tháp được đốt sáng vào buổi đêm.

## Lịch sử
Các dòng chảy của Biển Caspi là nguyên nhân chính tạo thành một dải đất mà ngày nay là vị trí của thành phố Baku. Mảnh đất này phát triển mạnh mẽ từ thế kỷ 9 đến 15, đó là khoảng thời gian mà bức tường thành phố, pháo đài khổng lồ và tháp Maiden được xây dựng lên.
Trong số những ý kiến giải thích cho cái tên, Maiden được cho là tên của con gái vua (khan) của Baku, người đã tự vẫn khi nhảy từ trên đỉnh tháp xuống những con sóng ở phía dưới tháp. Một số nguồn khác lại cho rằng, Maiden là tên của chị em chứ không phải con gái, người đã bị bỏ tù. Và để thoát khỏi sự ô nhục, cô ta đã tìm đến cái chết. Một lời giải thích khác cho cái tên là việc tòa tháp là nơi không bao giờ sử dụng vũ lực (tham chiếu ẩn dụ để nói về việc "trinh tiết") và một số người đã gọi nó là Tháp đồng hồ (Watch Tower, tiếng Azerbaijan: Goz Galasi) là cái tên phổ biến mà những người dân hay gọi.
Ngọn tháp nằm ở phần phía đông của Icheri Sheher, có vẻ ngoài thần bí và lịch sử cổ kính. Nơi đây từng là nơi định cư sớm trong thời kỳ đồ đá cũ.
Sara Ashurbeyli là nhà sử học nổi tiếng được coi là chuyên gia nghiên cứu về lịch sử Baku đã tính toán rằng, nền móng của tháp Maiden mở rộng 15 mét dưới mặt đất và ba tầng trên mặt đất ban đầu được xây dựng từ khoảng thế kỷ 4 đến 6 và sau đó mới chính thức được hoàn thiện vào thế kỷ 12. Dưới triều đại Nhà Sassanid, nơi đây được sử dụng như là một ngôi đền thờ Hỏa giáo. Có một dòng chữ Kufic (hình thức thư pháp tiếng Ả Rập) trên tường phía nam ở độ cao 14 mét có đề cập đến Qubbeye Masud ibn Davud, một kiến trúc sư sống vào thế kỷ 12, ông là cha của kiến trúc sư đã xây dựng tháp Mardakan Round. Tuy nhiên, dòng chữ vẫn còn gây tranh cãi khi nó không tiết lộ việc ông có phải là kiến trúc sư của công trình hay không, mặc dù người ta đồng ý rằng có rất nhiều các tháp hiện đại được xây dựng vào thế kỷ 12.
Khai quật khảo cổ gần đây được thực hiện vào năm 1962-63 ở tầng trệt của đường hầm đã chỉ ra rằng, tháp được xây dựng trên một khối đá lớn hướng về phía biển và cấu trụ tường đỡ của tháp chính giúp tháp có sự ổn định. Cuộc khai quật tiếp sau đó đã tiết lộ những dầm bằng gỗ cao 14 mét trong nền móng của tháp. Điều này được cho rằng là thiết kế để chống lại động đất. Một phỏng đoán rằng, bức tường của tháp chính hình trụ dày 5 mét và giảm dần xuống 4 mét giúp nền móng tháp vững chắc, vì thế ngọn tháp vẫn có thể đứng vững qua nhiều thế kỷ, và cũng không phải là được xây dựng ở những thời điểm khác nhau như nhiều học giả đã suy luận.
Trong thời gian cai trị của đế quốc Nga vào năm 1806, ngọn tháp vẫn đứng vững.
Ngày nay, tháp Maiden được mô tả trên mặt chính của tờ tiền giấy 1 tới 250 manat Azerbaijan phát hành từ năm 1992-2006, và tờ 10 manat, cũng như hai mặt của đồng tiền xu 5 manat được phát hành vào năm 2006.

## Kiến trúc
Công trình nằm trên một khối đá lớn hướng ra biển, cấu trúc là sự hợp nhất của Ả Rập, Ba Tư và Ottoman. Tháp gồm 8 cấu trúc hình trụ có độ cao tằng dần đến 29,5 mét và đường kính đáy là 16,5 mét. Không gian trong tháp có thể đủ sức chứa 200 người. Có một phần đua ra hình chiếu vững chắc hướng về phía tháp chính, và về phía đông chỉ đến vị trí mặt trời mọc, điều này dẫn đến một số luồng ý kiến cho rằng nó là tháp thiên văn, trong khi những người phản đối cho rằng nó là trụ chống đỡ ngọn tháp phía đông. Mỗi một tầng tháp đều có một mái vòm. Bức tường thay đổi độ dày từ 5 mét cho đến 3,2-4,2 mét tại các tầng trên cùng của tháp. Các tầng được nối với nhau bởi cầu thang xoắn sát với những bức tường và được lấy ánh sáng mặt trời thông qua các cửa sổ hẹp và hốc tường. Tháp được xây dựng bằng những khối đá có kích cỡ khác nhau và được khảm bằng đá vôi xám địa phương. Đá thạch cao cũng được sử dụng xen lẫn mặt ngoài để tạo độ sáng.